# Birkwitzer See
Birkwitzer See (německy Kies- und Badesee Birkwitz je zaniklý písník a antropogenní jezero ležící v údolí Labe mezi Pirnou a Birkwitzem v zemském okrese Saské Švýcarsko-Východní Krušné hory. Leží ve vesnicích Birkwitz a Pratzschwirz. Jezero slouží hlavně ke koupání po celém obvodu jezera, hlavně na severu a východě. Západní břeh slouží ke koupání a provozuje ho soukromá společnost. Na severu je i strmý svah. Na jezeře jsou dva nepojmenované ostrůvky. Jezero leží nedaleko soutoku Wesenitze a Labe. Jezero je asi 900 m dlouhé a 950 m široké. V červenci se zde pořádá plážová slavnost. 